# Bakreswar
Bakreswar är en ort i Indien.   Den ligger i distriktet Bīrbhūm och delstaten Västbengalen, i den östra delen av landet, 1 100 km sydost om huvudstaden New Delhi. Bakreswar ligger 92 meter över havet och antalet invånare är 1 739.
Terrängen runt Bakreswar är platt. Runt Bakreswar är det tätbefolkat, med 459 invånare per kvadratkilometer. Närmaste större samhälle är Dubrājpur, 10,3 km söder om Bakreswar. Trakten runt Bakreswar består till största delen av jordbruksmark.